# Noad Lahat
Noad Lahat (em hebraico:  נועד להט; Alfei Menashe, 8 de junho de 1984), também conhecido pelo apelido Neo,  é um lutador israelense de MMA, que compete na divisão peso-pena. Ele foi um dos únicos lutadores israelenses que já assinaram com o UFC, e o segundo israelense a lutar na promoção.

## Carreira no MMA

### Início de carreira
Lahat começou a treinar judo aos cinco anos de idade. Depois de um período nas Forças de Defesa de Israel, Lahat começou a treinar artes marciais mistas e começou a competir profissionalmente em 2008, competindo primeiro no peso-leve e, em seguida, no peso-pena, em várias promoções regionais. Ele foi capaz de compilar um cartel invicto ao longo da carreira, de 7-0, finalizando ou nocauteando seis vezes, antes de assinar com o UFC, em janeiro de 2014.

### Ultimate Fighting Championship
Lahat fez sua estreia na organização em 23 de março de 2014, contra Godofredo Pepey, no UFC Fight Night 38. Ele perdeu a luta por nocaute no primeiro round, recebendo uma joelhada voadora.
Lahat enfrentou Steven Siler, em 26 de julho de 2014, no UFC on Fox 12. Lahat ganhou a luta por decisão unânime.
Lahat enfrentou Niklas Bäckström, em 20 de junho de 2015, no UFC Fight Night 69. Ele venceu a luta de virada, por decisão majoritária (28-28, 29-28, 29-28).
Após passar pelo serviço militar, Lahat retornou ao UFC para enfrentar Diego Rivas, no UFC Fight Night: Hendricks vs. Thompson. Lahat controlou o primeiro round, muitas vezes chegando perto de finalizar Rivas. No entanto, aos 23 segundos do segundo round, ele perdeu a luta por nocaute (joelhada voadora) e ficou inconsciente por vários minutos. Lahat tornou-se o primeiro lutador do UFC a ser nocauteado por uma joelhada voadora mais de uma vez. Após a derrota, ele foi, posteriormente, demitido da organização.

### Bellator MMA
Em 9 de junho de 2016, foi relatado que Lahat havia assinado um contrato com o Bellator MMA.
Lahat fez sua estreia na promoção contra Scott Cleve, no Bellator 164, em 10 de novembro de 2016. Ele ganhou a luta por finalização no primeiro round.
Lahat enfrentará Lloyd Carter, no Bellator 175, em 31 de março de 2017.

## Vida pessoal
Lahat reside atualmente em San Jose, Califórnia. É casado com Stephanie Lahat, com quem deu boas-vindas a seu primeiro filho, chamado Ezra, em 2015.

## Cartel no MMA
| Cartel no MMA   |             |            |
| 16 lutas        | 12 vitórias | 4 derrotas |
| Por nocaute     | 2           | 3          |
| Por finalização | 6           | 0          |
| Por decisão     | 4           | 1          |

| Res.    | Cartel | Oponente          | Método                      | Evento                                          | Data       | Round | Tempo | Local                     | Notas |
| ------- | ------ | ----------------- | --------------------------- | ----------------------------------------------- | ---------- | ----- | ----- | ------------------------- | ----- |
| Derrota | 12–4   | Darrion Caldwell  | Nocaute (socos)             | Bellator 204                                    | 17/08/2018 | 2     | 2:46  | Sioux Falls, South Dakota |       |
| Vitória | 12–3   | Jeremiah Labiano  | Decisão (unânime)           | Bellator 188                                    | 16/11/2017 | 3     | 5:00  | Tel Aviv                  |       |
| Derrota | 11–3   | Henry Corrales    | Decisão (unânime)           | Bellator 182                                    | 25/08/2017 | 3     | 5:00  | Verona, New York          |       |
| Vitória | 11–2   | Lloyd Carter      | Finalização (mata-leão)     | Bellator 175                                    | 31/03/2017 | 2     | 3:50  | Rosemont, Illinois        |       |
| Vitória | 10–2   | Scott Cleve       | Finalização (mata-leão)     | Bellator 164                                    | 10/11/2016 | 1     | 2:26  | Tel Aviv                  |       |
| Derrota | 9–2    | Diego Rivas       | Nocaute (joelhada voadora)  | UFC Fight Night: Hendricks vs. Thompson         | 06/02/2016 | 2     | 0:23  | Las Vegas, Nevada         |       |
| Vitória | 9–1    | Niklas Bäckström  | Decisão (majoritária)       | UFC Fight Night: Jędrzejczyk vs. Penne          | 20/06/2015 | 3     | 5:00  | Berlim                    |       |
| Vitória | 8–1    | Steven Siler      | Decisão (unânime)           | UFC on Fox: Lawler vs. Brown                    | 26/07/2014 | 3     | 5:00  | San Jose, California      |       |
| Derrota | 7–1    | Godofredo Pepey   | Nocaute (joelhada voadora)  | UFC Fight Night: Shogun vs. Henderson II        | 23/03/2014 | 1     | 2:39  | Natal                     |       |
| Vitória | 7–0    | Shad Smith        | Decisão (unânime)           | BAMMA USA - Badbeat 10                          | 09/08/2013 | 3     | 5:00  | Commerce, Califórnia      |       |
| Vitória | 6–0    | Rodney Rhoden     | Nocaute Técnico (joelhadas) | Impact MMA - Recognition                        | 10/12/2011 | 2     | 2:31  | Pleasanton, Califórnia    |       |
| Vitória | 5–0    | Richard Schiller  | Finalização (mata-leão)     | King of the West - Rage Against the Ropes       | 06/05/2010 | 1     | 2:15  | Hollywood, Califórnia     |       |
| Vitória | 4–0    | Pete Sabala       | Finalização (triângulo)     | Champion Promotions - Clash of the Gladiators 1 | 28/11/2009 | 2     | 2:37  | Coachella, Califórnia     |       |
| Vitória | 3–0    | Slava Antipenko   | Finalização (triângulo)     | Dog Fight 4                                     | 09/03/2009 | 1     | 2:54  | Tel Aviv                  |       |
| Vitória | 2–0    | Anthony Rodriguez | Finalização (mata-leão)     | All-Star Boxing - Caged in the Cannon           | 06/02/2009 | 1     | 1:51  | Montebello, Califórnia    |       |
| Vitória | 1-0    | Nikita Ivanciov   | Nocaute Técnico (socos)     | Desert Combat Challenge 7                       | 26/07/2008 | 2     | 1:27  | Tel Aviv                  |       |